# 機動艇

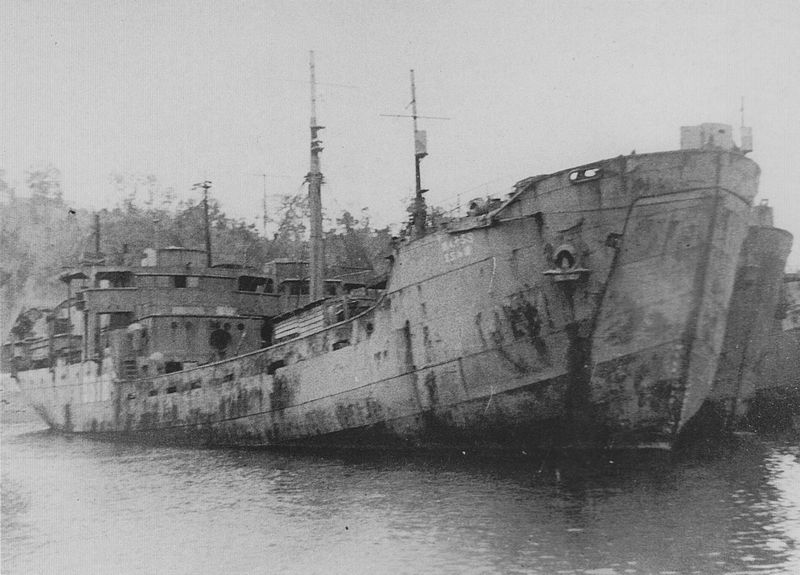
SS艇量産型の機動第十九号艇とその僚艇。戦後に撮影された写真。

機動艇（きどうてい）とは、第二次世界大戦期に日本陸軍が保有した揚陸艦のひとつ。いわゆる陸軍特殊船（特種船）に該当する。海岸に直接乗り上げて、船首の渡し板から戦車などを上陸させる、ビーチング方式の戦車揚陸艦の一種にあたる。当初は特大汽艇と呼ばれていた。陸軍独自に開発した系列はSS艇、海軍設計のものはSB艇とも呼ばれる。

## 建造の経緯

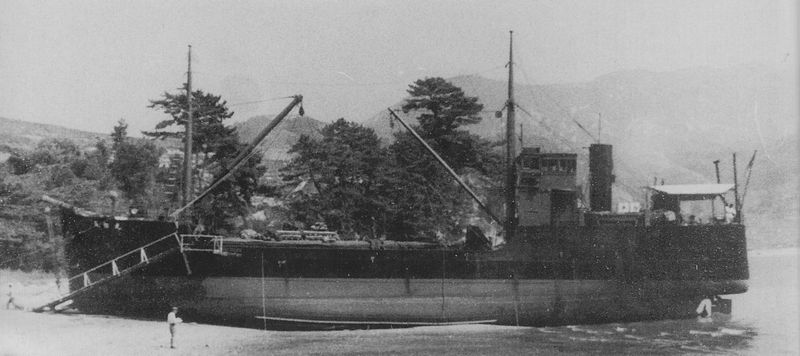
1939年に揚陸実験中の「五郎丸」。

1930年代になると、海上トラックという100～300トン級の小型貨物船が出現した。
同年代後半、日本陸軍は日中戦争における上陸戦闘に海上トラック部隊を投入した。
海上トラックが日本軍で運用される中で、日本陸軍は既存の上陸用舟艇である大発動艇（大発）より航洋性に優れた戦車揚陸用の船舶の研究を始めた。1941年（昭和16年）8月、連合国が戦車や貨物自動車を素早く揚陸できる新型船舶を公表し、この戦車揚陸艇（LST）も「海上トラック」と呼ばれた。
日本陸軍も海上トラックを原型として戦車揚陸艦の開発を進め、「五郎丸」や「よりひめ丸」などの改造実験などを経たのち、太平洋戦争勃発後の1942年（昭和17年）4月に試作艇の「蛟竜」が播磨造船所において竣工した。八九式中戦車10両を搭載する能力を持ち、外見は通常の海上トラックと同様であるが、上陸時には船首部分がアメリカ軍のLST同様の観音開きになり、船内から渡し板が繰り出されるようになっていた。渡し板の構造は電動折りたたみ式の複雑なもので、小型の船体のわりに長い渡し板を使用できる利点がある一方で、あまり信頼性は高くなかったと言われる。連合軍側の揚陸艦艇では中型揚陸艦（LSM）に相当する規模である。速力は航海速力13ノット、最大14.5ノットであった。
「蛟竜」の運用試験の結果、改良されて若干大型化した「蟠龍」が建造され1943年（昭和18年）7月末に完成した。改良の内容としては、当初の戦車揚陸専用から歩兵などを含む諸兵科連合部隊の上陸作戦用に用途が変更され、歩兵用の小発動艇が搭載されたこと、上陸部隊援護用の軽迫撃砲が装備されたこと、ソロモン戦の戦訓をもとに自衛武装の強化が図られたことなどである。乗員は40名で、輸送能力は20トン級の中戦車4両とトラック1両、兵員170名、弾薬・糧食3週間分であった。大型化したため速力は航海速力12.7ノット、最大13.7ノットに低下した。
この蟠龍を基本として量産型の建造が行われた。建造は戦時標準船の亜種として計画造船に組み込まれ、戦時標準船のうち海上トラックにあたる小型貨物船のE型に準じ、ES型と分類された。そのため、海軍では、機動艇のことをES船もしくはES艇  (ES-Type Transport Ship) と呼ぶことがあった。陸軍では、蛟竜から量産艇にいたるまでの総称としてSS艇（Sは戦車の頭文字に由来）と呼んでいた。

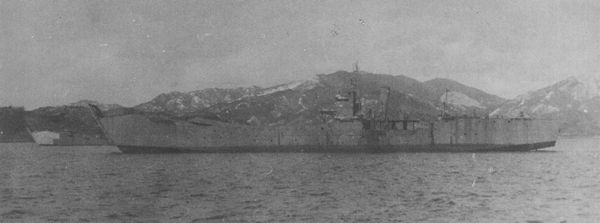
海軍から移管されたSB艇の機動第101号艇（手前）と機動第108号艇（奥）。1947年に撮影。

以上のような陸軍開発の機動艇のほかに、海軍が開発した類似船である第百一号型輸送艦(二等輸送艦)の移管を受け、機動艇として使用したものがある。これは、陸軍独自に開発したSS艇と区別するためにSB艇（Bは海軍船を指す記号）と呼ばれた。用途や船体規模は近似するがSB艇のほうがやや大型で、船首構造が平面構成になっていることや、従来のディーゼル機関ではなくタービン機関を使用していることなどが異なっている。SS艇と同じように部隊配備された。

## 運用の計画と実際
試作艇である「蛟竜」の試験結果を踏まえ、機動艇15隻を陸戦部隊とあわせて、上陸作戦専門部隊である海上機動旅団を編成する基本計画がつくられた。しかし、1943年11月に発令された海上機動旅団の編制では、旅団輸送隊に配備される機動艇の定数は3隻に減らされ、代わりに大発多数が配備されることになっていた。実際には、この3隻の機動艇すらも配備が実現せず、徴用した機帆船などで代用された。
完成した機動艇は、海上機動旅団への配備に代わり、機動艇1隻とその乗員により構成される機動輸送中隊に配備されることになった。終戦までに30個中隊が編成された。これらの機動輸送中隊は、機動輸送隊の隷下に置かれて輸送任務にあたる建前とされたが、ほとんどの場合は作戦可能な中隊ごとに適宜前線へと送られ、現地所在の船舶兵系列部隊の指揮下に行動することとなった。フィリピンの戦いなどで敵制空権下での部隊や物資の輸送任務に活躍したが、多くが失われた。
太平洋戦争終結後、民間に払い下げられて貨物船に改造された事例もあるが、通常船舶に比べてローリングが激しく、石川島重工業では「性能の余り充分でないこの種特種船は如何に慎重に計画しても仲仲完全な船に出来ないのであろう。」と評している。

## 各級
- 蛟竜 - 試作艇[12]。後に機動第1号艇と改称。
- 蟠龍 - 拡大改良艇。後に機動第2号艇と改称。
- SS艇(量産仕様) - 蟠龍と略同型。20隻建造。量産1号艇のみ「海龍」の固有船名を有したが、後に機動第三号艇と改称。
- SB艇 - 海軍の第百一号型輸送艦を移管されたもの。機動第101号艇に始まる船名が付された。22隻移管。

### 注
1. ↑  第1A表、1942年兵器生産状況調査表（海運器材之部）[1]、品目「特大汽艇（SS艇）」
2. ↑  海上トラック[3]と云へば海上を走る貨物自動車と考へる方もありませうが、實は百噸乃至三百噸の小型發動機船のことです、大型汽船が海の汽車であれば、さしづめ、これらはトラックだと云ふので最近稱へられて來ましたが、時局に伴ふ船腹拂底と貨物輻輳の結果、俄然日滿支の輸送戰の寵兒として利用されてをります、大連港へ内地から毎月航行する海上トラックですら月に五十杯に上ると云ふ、まさに小型運送船時代です（記事おわり）
3. ↑  最初期の戦車揚陸艦は、レイク・タンカーを改造したイギリス海軍の3隻マラカイボ級揚陸艦（ミソア、タサヘラ、バチャケイロ）であった。
4. ↑  海上トラツク[7]　米國海軍が頭腦を絞つて造つた上陸用快速ボートで、輕快な武装が施され、速力も早く、周圍には丸太、砂袋、防鎖などが装備されて、衝突しても損傷のないやうに工夫されてゐる。考案された當時は秘密にしてゐたが、昭和十六年八月公表し大量生産に移つたもの、海兵上陸用ばかりでなく、トラツク用、戰車用などそれぞれ専用のものがあり、上陸に際しては前方の防彈壁を倒すとこれが懸橋となり、積載したトラツク、戰車などがそのまゝ上陸出來るやうになつてゐる。南太平洋の島々の上陸にも幾度かこの海上トラツクが跳梁してゐる。

## 参考図書
- 『帝国陸海軍補助艦艇』 学習研究社〈歴史群像太平洋戦史シリーズvol.37〉、2002年。
- 日本兵器工業(編)『陸戦兵器総覧』図書出版社、1977年
- 松原茂生、遠藤昭著『陸軍船舶戦争』戦誌刊行会、1996年
- 『歴史群像No.34SB艇』学習研究社、1998年

- 国立国会図書館デジタルコレクション - 国立国会図書館
  - 朝日新聞社『大東亞時局語』朝日新聞社、1944年2月。
  - 石川島重工業技術本部「造機部 三原誠、海難事故と造船所の責務(その一)」『石川島技報 = Ishikawajima engineering review 12(39)』石川島重工業技術本部、1955年10月。doi:10.11501/2284484。

- アジア歴史資料センター（公式）（防衛省防衛研究所）
  - 『「昭和20年8月31日　大防面所在艤装艦艇船体兵器機関艤装品目録」、「阪復」民間工場関係引渡目録　第2復員局(①－引渡目録－212)(防衛省防衛研究所)』。JACAR:C08011201400。
  - 『「試製蛟龍（ＳＳ艇）試験研究実施に関する件」、密大日記 第8冊 昭和17(防衛省防衛研究所)』。JACAR:C01004973900。
  - 『「陸軍舟艇海運器材海運地施設等の処理要領」、軍需品軍需工場の処理に関する綴(防衛省防衛研究所)』。JACAR:C12121814200。
  - 『「別紙　ＳＳ、ＳＢ船舶司令部より運輸省に移管すへき舟艇、其他の船舶」、軍需品軍需工場の処理に関する綴(防衛省防衛研究所)』。JACAR:C12121814600。
  - 『「1941年～1945年　海運器材の部」、兵器生産状況調査表　1941～1945(防衛省防衛研究所)』。JACAR:C14010827700。
  - 『「71．相模陸軍造兵廠伊号(Ⅱ型)改造図(2月9日受領)」、発来翰綴　昭和20.1～3(防衛省防衛研究所)』。JACAR:C14010946800。